# Найн Сингх Рават
Найн Сингх Рават (хинд. नैन सिंह रावत; 1830—1895) — индийский путешественник, один из первых разведчиков-пандитов конца XIX века, которые исследовали район Гималаев для британцев. 
Был родом из долины Джохаар в Кумаоне. Известен тем, что нанёс на карту торговый путь через Непал в Тибет, впервые определивший местоположение и высоту Лхасы, а также тем, что нанёс на карту большой и неизвестный ранее европейцам участок около Цангпо, главной тибетской реки.
В 1865 году он вместе со своим двоюродным братом Мани Сингхом Дехрадун в северной части Британской Индии и направился в Непал. Мани Сингх оттуда вернулся в Индию, но его двоюродный брат продолжил путь дальше, в Тибет, где посетил Лхасу и встретился с далай-ламой. В то время его пребывания в Лхасе его опознали двое находившихся там кашмирских мусульман, которые не выдали его и даже дали небольшую сумму денег под залог. Найн Сингх вернулся в Индию через озеро Мансаровар в западной части Тибета.
Во время своего второго путешествия в 1867 году он исследовал Западный Тибет и легендарные золотые прииски Тхок Джалунг. По его сведениям, рабочие на них добывали золото лишь вблизи поверхности, так как считали, что более глубокие раскопки являются большим грехом перед богами и могут лишить землю плодородия.
Между 1873 и 1875 годами он совершил путешествие из города Лех в Кашмире до Лхасы, пройдя по более северному маршруту, нежели во время своего первого путешествия.
В семидесятых и восьмидесятых годах XIX века за свои заслуги в деле исследования Гималаев он получил ряд наград и медалей от европейских географических организаций, в том числе от Королевского географического общества, а правительство Британской Индии подарило ему земли в двух деревнях. Также 27 июня 2004 года почта Индии выпустила почтовую марку с его портретом.